# Villa Jaklin
Villa Jaklin (čp. 931) je rodinný dvojdům vilového charakteru v ulici T. G. Masaryka (dříve Gollova) ve vilové čtvrti dříve známé jako Zahradní Město v Kadani. Jeho stavba byla dokončena roku 1931. Autorem projektu je stavitel Johann Petzet, který jej vypracoval pro kadaňského učitele Andrease Jaklina.

## Historie

### Výstavba
Zhruba v polovině současné ulice T. G. Masaryka se nachází zprvu nenápadný dům obdélníkového půdorysu, který byl v minulosti honosně nazýván jako Villa Jaklin. Na základě stavebního povolení z března roku 1931 jej pro kadaňského učitele Andrease Jaklina vystavěl architekt a stavitel řady dalších kadaňských vil, Johann Petzet. Ve stavební dokumentaci je budova klasifikována jako rodinný dvojdům. Realizace byla dokončena již v srpnu 1931, kdy se v domě sešla kolaudační komise. Zajímavostí je, že ještě v únoru 1932 byl kadaňský stavitel Johann Petzet upomínán Městským úřadem, aby od novostavby nechal konečně odklidit suť a nepoužitý stavební materiál. Posledním důležitým zásahem do dispozice vily bylo zřízení obytné místnosti v podkroví s dřevěnými stěnami zpevněnými heraklitem.

### Majitelé
Stavebník a první majitel vily, Andreas Jaklin, se narodil roku 1886 v Přehýšově u Stříbra do západočeské selské rodiny. Poté, co absolvoval učitelský ústav, působil na řadě obecných a měšťanských škol a ještě před začátkem první světové války tak působil v Klášterci nad Ohří. Právě v Klášterci se roku 1912 oženil s Annou, rozenou Trux, rodačkou z Mariánského Údolí, vesnice na levém břehu řeky Ohře mezi Kláštercem a Kadaní. Roku 1914 se novomanželům narodil syn Lothar. Když si roku 1931 nechala rodina postavit rodinný dům v Kadani, byl již nějakou domu Andreas Jaklin odborným pedagogem kadaňské chlapecké měšťanské školy, která tehdy sídlila v Jahnově ulici (v současnosti ulice 5. května) v novorenesanční budově čp. 620, která je v současnosti budovou kadaňského gymnázia. Za druhé světové války sotva třicetiletý a stále svobodný Lothar Jaklin narukoval do wehrmachtu. Válečné mašinérii neunikl ani jeho otec Andreas Jaklin, když byl ke konci války v únoru 1945 jako již osmapadesátiletý povolán ke kadaňskému oddílu německé domobrany (Volkssturm), ve které se museli podle rozkazu Adolfa Hitlera povinně sdružit všichni muži ve věku od šestnácti do šedesáti let. V Kadani se Volkssturm tvořený téměř výhradně dětmi a starci měl postavit na odpor postupující Rudé armádě na jakési barikádě na silnici nedaleko Františkánského kláštera. Nelze však potvrdit, zda se Andreas Jaklin tohoto odporu skutečně účastnil. Na počátku roku 1945 našli ve Ville Jaklin přechodný úkryt utečenci z různých koutů bortící se Třetí říše, a sice ze Slezska, Horních Frank a z Rakouska. Osudy Lothara Jaklina nám zatím nejsou známy. Jeho rodiče byli v červnu roku 1945 vypovězeni z Československa.